# Galiza Ceibe-OLN
Galiza Ceibe-OLN (GC-OLN, Galicia Libre-OLN en castellano) fue una organización independentista gallega de izquierdas de Galicia (España) impulsada por el Partido Galego do Proletariado (PGP) en 1980 como su frente de actuación política. Tras la disolución del PGP en 1981 GC-OLN ocupó su espacio político, propugnando la independencia plena de Galicia sin excluir la lucha armada para ello.
En 1982 fue una de las fuerzas políticas que dio origen al Bloque Nacionalista Galego (BNG) pero dejó la coalición a los pocos meses por diferencias en la estrategia electoral a seguir. En las elecciones autonómicas de 1983 formó junto al Partido Comunista Obrero Español e independientes las Candidaturas de Unidade Popular. Ante los malos resultados conseguidos, Xosé Luís Méndez Ferrín propuso a finales de año, en la VI Asamblea Nacional, la autodisolución de la organización lo que fue rechazado por la mayoría.
En esa Asamblea se decidió cambiar el nombre a Galiza Ceibe-OLN y adoptar la ortografía reintegracionista del gallego.
La organización dio soporte ideológico a las bandas terroristas Exército Guerrilheiro do Povo Galego Ceive y Loita Armada Revolucionaria.
En  las elecciones Europeas de 1987 pidió el voto para Herri Batasuna.
En 1988, junto con el Partido Comunista de Liberación Nacional (PCLN), escisión de la Unión do Povo Galego formó la organización Frente Popular Galega (FPG), integra a otro grupo que formaba parte de la FPG procedente del PCLN, los Grupos Independentistas Galegos formado por universitarios de la Universidad de Santiago de Compostela.
Sin embargo, al año siguiente Galiza Ceibe-OLN decidió dejar la organización por diferencias en la estrategia y se autodisolvió para formar la Assembleia do Povo Unido.
Actualmente Galiza Ceibe-OLN y Assembleia do Povo Unido fueron expulsados de Bloque Nacionalista Gallego debido a su vinculación con Loita Armada Revolucionaria y Ejército Guerrillero del Pueblo Gallego Libre rama gallega de Grupos de Resistencia Antifascista Primero de Octubre.
En 2014 se auto disolvieron definitivamente Galiza Ceibe-OLN y Assembleia do Povo Unido debido a sus malos resultados electorales, siempre por debajo del 1,00%.